# Odontota mundula
Odontota mundula är en skalbaggsart som först beskrevs av Ivan T. Sanderson 1951.  Odontota mundula ingår i släktet Odontota och familjen bladbaggar. Inga underarter finns listade i Catalogue of Life.